# Falk Grieffenhagen
Falk Grieffenhagen, född 1969 i Norden, Niedersachsen, är en tysk musiker och ljud- och videoingenjör. Han är sedan år 2012 medlem i Kraftwerk.